# 聖馬利諾—塞爾維亞關係
圣马力诺－塞尔维亚关系是塞尔维亚和圣马力诺之间的外交关系。塞尔维亚共和国和圣马力诺共和国之间的外交关系是根据2002年2月14日的照会（2002年7月30日经大理事会批准）建立的。
圣马力诺在贝尔格莱德有一个大使馆，而塞尔维亚在罗马有一个大使馆覆盖圣马力诺。圣马力诺驻塞尔维亚大使是乌巴尔多·利沃尔西。塞尔维亚驻意大利兼驻圣马力诺的非常驻大使是达·拉什科维奇伊维奇。利沃尔西大使于2005年2月2日提交了他的委任状。

## 历史
南斯拉夫和圣马力诺共和国分别于1961年9月25日和10月13日交换照会，签署了《建立领事关系协定》。根据该协定，南斯拉夫联邦共和国驻罗马大使馆的一名高级外交官被指定为驻圣马力诺共和国总领事。
1984年，圣马力诺执政官访问了南斯拉夫。圣马力诺外交部长法比奥·贝拉尔迪于2005年7月15日访问贝尔格莱德，会见了塞尔维亚总统鲍里斯·塔迪奇、总理沃伊斯拉夫·科什图尼察和外交部长武克·德拉什科维奇。贝拉尔迪在访问期间承诺，圣马力诺将支持塞尔维亚在欧洲委员会担任主席期间提出的关于敦促确认塞尔维亚对话和领土主权的所有要求。2008年，科索沃共和国宣布独立后，圣马力诺外交部表示，圣马力诺承认自决权，但也相信“《赫尔辛基协议》在这一宝贵的平衡中发挥了重要作用”。该声明指出了前南斯拉夫地区的种族仇恨问题。圣马力诺不希望承认科索沃为独立国家而重新挑起种族和宗教冲突，尽管它认为科索沃全体人民都需要得到国际团结的支持。圣马力诺支持持续的欧洲安全与合作组织在科索沃和识别决定等到科索沃的地位是通过对话解决双方在联合国的监督下,这样双方可以指望国际公正的判断。尽管如此，圣马力诺还是在2008年5月11日承认了科索沃共和国的独立。